# 한국국제교류재단
한국국제교류재단(韓國國際交流財團, Korea Foundation)은 대한민국과 외국 간의 각종 교류사업을 시행함으로써 국제사회에서 한국에 대한 올바른 인식과 이해를 도모하고 국제적 우호친선을 증진하는데 이바지하기 위하여 한국국제교류재단법에 의거 1991년 12월 설립된 외교부 산하 기타공공기관이다.
재단의 본부는 2018년 서울시에서 제주 서귀포시로 이전하여, 제주특별자치도 서귀포시 신중로 55 (서귀포 시청 제 2청사)에 위치하고 있으며,
KF 글로벌센터와 한중앙아협력포럼사무국은 서울특별시 중구 을지로5길 26 (미래에셋센터원 서관 19층)에 아세안문화원은 부산광역시 해운대구 좌동로 162에 위치하여 3원 체제로 운영되고 있다.

## 주요 기능 및 역할
- 국제교류를 목적으로 하는 각종 행사의 주관ㆍ지원 및 참가
- 국제교류를 목적으로 하는 인사의 파견 및 초청
- 국외 한국연구 지원 및 연구 결과의 보급
- 국제사회에서의 한국에 대한 올바른 인식과 이해를 도모하기 위한 제반 활동
- 외국의 주요 국제교류기관과의 교류ㆍ협력을 통한 국제적 우호친선의 증진
- 국제사회에서 한국의 위상을 제고하고 민족적 유대감을 고취하기 위한 재외동포 관련 단체의 활동에 대한 지원
- 기타 재단 설립목적을 달성하기 위하여 필요한 사업

## 연혁
- 1991년 12월 30일: 한국국제교류재단 설립 (초대 유혁인 이사장 취임)
- 1992년: 해외인사초청사업 시작
- 1993년: Korea Focus 창간
- 1994년: 해외 한국학 관련 도서관 지원사업 시작
- 1995년: 해외 한국어 강사 방한연수 시작
- 1996년: 제4대 김정원 이사장 취임
- 1998년: 제5대 이정빈 이사장 취임
- 1999년: 출판보조사업 시작
- 2000년: 제6대 이인호 이사장 취임
- 2001년: 해외 음악학자 초청 국악워크숍 시작
- 2002년: 교육자료개발 지원사업 시작
- 2004년: 제7대 권인혁 이사장 취임
- 2005년: 해외사무소 개소(워싱턴DC, 북경, 베를린, 모스크바, 호치민시)
- 2007년: 제8대 임성준 이사장 취임
- 2010년: 제9대 김병국 이사장 취임
- 2012년: 제10대 김우상 이사장 취임
- 2013년: 제11대 유현석 이사장 취임
- 2016년: 제12대 이시형 이사장 취임
- 2019년: 제13대 이근 이사장 취임
- 2022년: 제14대 김기환 이사장 취임

## 조직

### 이사장
- 비상임감사
  - 감사실

#### 기획협력이사

##### 경영기획실장
- 혁신전략기획부
- 대외협력부
- 경영관리부
- 정보화기획부

##### 국제협력1실장
- 한국학사업부
- 글로벌네트워크사업부

#### 기획협력이사

##### 국제협력2실장
- 문화예술사업부
- 글로벌센터사업부
- 인적교류사업부

##### 아세안문화원장
- 문화사업부
- 학술교육사업부
- 기획협력부
- 한·중앙아협력포럼사무국

### 해외사무소
- 워싱턴DC사무소
- LA사무소
- 북경사무소
- 모스크바사무소
- 자카르타사무소
- 베를린사무소
- 하노이사무소
- 도쿄사무소

## KF 글로벌센터(KF Global Center)
KF(한국국제교류재단)는 우리국민과 주한외국인들에게 세계문화와 우리문화를 배우고 체험하는 기회를 제공하기 위해 KF 글로벌센터를 운영하고 있다. KF갤러리와 KF세미나실을 중심으로 세계문화예술을 국내에 소개하는 공연과 전시, 영화, 한국과 세계의 문화와 역사를 이해할 수 있는 각종 강좌와 세미나를 개최하고 있다.
- KF 갤러리

세계 각국의 문화예술을 소개하는 전시와 공연, 강연 등을 개최하는 한국국제교류재단의 문화공간으로 주한 대사관과 문화원을 비롯하여 다양한 국제교류 기관과의 협업을 통해 해외 유수 문화를 소개하는 전시, 공연, 강연 등의 문화 향유 기회를 제공하고 있다. * 전시는 상시 무료관람이며, 공연 및 강연의 참여 방법은 홈페이지의 소개페이지 참조
- KF 세미나실

한국국제교류재단의 행사, 세미나, 강좌 등을 개최하고 있으며, 국제교류 또는 세계문화이해를 목적으로 하는 세미나, 회의, 강좌 등을 개최하고자 하는 단체를 위해 세미나실을 대관도 실시하고 있다.

## 같이 보기
- 한국문화원
- 한-중앙아협력포럼사무국